# Burkhardtara
× Burkhardtara (abreviado Bktra) es un híbrido intergenérico entre los géneros de orquídeas Leochilus × Odontoglossum × Oncidium × Rodriguezia. Fue publicado en Orchid Rev. 95(1126, cppo): 8 (1987).